# Зинтал
Зинтал (њем. Sinntal) општина је у њемачкој савезној држави Хесен. Једно је од 28 општинских средишта округа Мајн-Кинциг. Према процјени из 2010. у општини је живјело 9.352 становника. Посједује регионалну шифру (AGS) 6435027.

## Географски и демографски подаци
Зинтал се налази у савезној држави Хесен у округу Мајн-Кинциг. Општина се налази на надморској висини од 220–585 метара. Површина општине износи 111,8 km². У самом мјесту је, према процјени из 2010. године, живјело 9.352 становника. Просјечна густина становништва износи 84 становника/km².